# ほけんのせんせい
『ほけんのせんせい』は、谷村まりかによる日本の漫画作品。『コミックガム』（ワニブックス）にて、2011年1月号から2015年4月号まで連載。
『「中学校にこんな保健の先生がいたら」という乙女的妄想と、「女子中学生かわいい」という年寄り的妄想が、谷村の中でフル回転なマンガです』とあるように、中学校に赴任した男性養護教諭が、第二次性徴を迎えたばかりの思春期の少年少女たちの性の悩みを解決していくのが主な内容である。ただし、実際には女の子の性に関する話題が中心で、図解付きで説明する際に女性の裸が描かれたり、女の子の下着や着替えシーンが描かれたりすることが多い、ちょっとエッチな漫画でもある。しかし性教育の説明内容や描写は非常に的確でわかりやすいものになっている。
『ほけんのせんせい』の連載が始まる1年前、準備に半年ほどかけていた漫画化作品の連載企画が、いよいよ連載スタートという時に諸般の事情で流れてしまうが、その直後に担当編集者と企画会議を行い、その席で「学校だったら図書室とか保健室が好き」と発言したことから、この漫画の企画が決定した。

## あらすじ
「保健の先生」になることを夢見ていた佐倉木和紗は、赴任初日に私立若葉羽中学校の女子・神崎あさひが下着を乾かしている所に出くわし、あさひの下半身を見てしまう。痴漢に間違われた佐倉木は、何とか誤解を解いて、憧れの「保健の先生」に就任。あさひやあさひの友人の袖浦七海、花香谷奏が出入りするようになった保健室では、今日も思春期真っ只中の女の子達の性の悩み相談を受け付けている。

## 登場人物

### 主要登場人物
佐倉木 和紗（さくらぎ かずさ）
本作の主人公。私立若葉羽中学校に新たに赴任してきた養護教諭。眼鏡をかけた、童顔の男性。
若葉羽中学校の出身で、在学中に出会った養護教諭のひなた（あさひの母）に憧れて立派な「保健の先生」となることを目標とする。職務に対する使命感は強く、学生の健康を守ることに関してはとても真摯だが、熱心すぎるためデリカシーに欠ける率直な言動が多く、あさひや椎名によく怒られている。一方、まだ若く経験も浅いことから、学生たちから親しみを込めていじられることも多い。若葉羽中在学中時代を含め学生時代はおとなしい性格と容姿から同年代の女性からは女装させられたりと異性として全く扱われず、結果恋愛経験はないが大学時代に一度だけ性経験がある。
教師と生徒の関係はわきまえており、瑞沢より告白されたときには付き合うことはできないと断っている。それゆえ、留学生のクリスには対応に悩まされた。
あさひに対しては初対面の件をはじめ前述のひなたと母子であることを知って以降しばしば意識するようになり、彼女からの告白を受けて大きく動揺、紆余曲折あって最終的にあさひと両想いであることを自覚して彼女の想いを受け入れた。エピローグであさひが自分の出身した大学に入学を期に結婚した。
神崎 あさひ（かんざき あさひ）
8月12日生、血液型AB
若葉羽中学校の2年生。クラスはB組。水泳部に所属する女子。
事故とはいえ、初対面で恥ずかしいところを見られてしまったことから、佐倉木への第一印象は最悪だったが、それもあって当初から佐倉木のことを異性として意識していた。そのため、彼の言動に一喜一憂し、傍で見ている七海からはしょっちゅうからかわれている。
瑞沢の佐倉木への告白がきっかけとなり、その後クラスメイトの香西と長柄の一件を経て彼への好意をはっきりと自覚、瑞沢に佐倉木への想いを告白して互いに恋のライバルとして認めあう。
貞操観念については恋人関係になれば状況如何で性交渉にいたるということへの理解はあり、責任ある行動をとればそうなってもかまわないとしており、この点では瑞沢と対立する。
クリスの登場がきっかけで佐倉木への想いを直接告白しようとするが、空回りすることに。クリスの帰国後しばらくはクラスメイト達の相談事のため告白どころではなかったが、佐倉木が夏風邪に倒れたことをきっかけにお見舞いに佐倉木のアパートを訪ね、ついに想いを告白、最終的に佐倉木と両想いであることを確認しあって高校卒業まで待ってもらうことに。エピローグで佐倉木の出身大学に入学を期に彼と結婚した。
袖浦 七海（そでうら ななみ）
11月3日生、血液型B
若葉羽中学校の2年生。クラスはB組。眼鏡をかけ、カチューシャを着けた女の子。あさひの友達で、とても仲が良い。メガネをかけた年上の男性が好み。
花香谷 奏（はながや かなで）
4月11日生、血液型AB
若葉羽中学校の2年生。クラスはC組。長く伸ばした黒い髪にリボンをつけた女生徒で、独特な言動が多い変わり者の女の子。運動神経はよく、足の速さは校内でトップ3に入る。クラブには所属せず、親しい友人もいなかったが、拾ってきた猫を学校で飼えるようにしてもらえた一件以来、佐倉木に懐いて保健室に出入りするようになる。
変わり者ぶりは性に対する観念も例外ではなく、当初は締め付けが嫌という理由でブラをしてなかった頃に夏服から胸が透けて見えていることを男子生徒から話題にされても平然としていたり、あさひや七海、瑞沢のいるそばで真顔で直接に佐倉木に男性器やコンドーム、避妊のことを聞くほど羞恥心がない。しかし、実弟の涼を相手に避妊のことを学んだことにかこつけて男性器を見せてもらいコンドームの使い方を実践しようと近親相姦におよびかけたときはさすがに佐倉木に皆の前で怒られ諭されて、これ以降は佐倉木に「セックスしても良いくらい好きな人ができるまでは我慢する」と約束を交わしている。
3年生進級時にあさひや七海と同じクラスになる。
エピローグでは産科の看護婦を目指して勉強中。
瑞沢 遥（みずさわ はるか）
5月30日生、血液型A
生徒会副会長。後に生徒会長に就任。クラスは2年A組。おしとやかな美少女で、成績も優秀でスタイルも抜群のお嬢様。
しかし、緊張状態になると尿意が近くなるという癖があり、小学生時代に一度教室のクラスメイトの前でお漏らしをしてしまった一件がトラウマになっていた。そんな夏のある日、二学期に実施させる清掃活動の下見を佐倉木としていた際に尿意が高まり学校に戻ってきたものの、トイレに間に合わず佐倉木の前で小学生の時以来のお漏らしをしてしまう。ショックで泣き出してしまうが、佐倉木に保健室に運ばれて制服を脱がされて、身体を奇麗にしてもらってから体操着に着替えさせてもらい、自身のお漏らしの後始末をしてもらって事なきを得た。その件で嫌な顔ひとつすることなく真摯に対応し、自身のお漏らしを校内の他の誰にも知られないように、お漏らししたことが他の生徒たちに伝わって後から遥が恥ずかしい思いをしないようにしてくれた佐倉木に好意を抱き、告白してその場は断られたが、ひとりの女性として見てもらえる時がくるまで諦めないと明言している。その後、あさひより佐倉木への想いを告白され、互いに恋のライバルとして認めあう。
クリスの登場で心中穏やかではなく、あさひと一時的に同盟を結ぶがクリスの帰国で同盟を解消し恋のライバル関係に戻る。
貞操観念は非常に高く、恋人関係になったとしても結婚までは性交渉はしない主義。他者に対してもその手の話題には厳しく、それゆえHな話題ばかりふっていた前生徒会長の船橋のことは苦手にしていた。
あさひが佐倉木に告白したことを本人より知らされ衝撃を受け、あらためて佐倉木に再告白したが、あさひへの想いを自覚した佐倉木より断られて失恋した。
貿易商の父とジュエリーデザイナーの母を持つ。実家は豪邸。
エピローグでは大学生ながら起業して世間で話題の学生社長として知られている。
クリスティーナ・メリカント
フィンランドよりやってきた短期留学生。愛称はクリス。あさひや七海、花香谷と同じクラスとなる。眠くなると下着を脱ぐ癖がある。保健室で出会った佐倉木に一目惚れし、いきなり唇を奪いその場でダーリン宣言する。
フィンランド本国での性教育が日本とは比較にならないほど高度なものであることもあって性のリスクや教師と生徒の関係等の理解度は佐倉木すら一目置くほど深い。それゆえあさひや瑞沢とは異なり佐倉木へのアプローチは極めてストレートで隙あらば肉体関係にまでおよぼうとしたが、その結果、佐倉木とあさひの想いを確認するに至り自身の気持ちに整理をつける。留学期間を終えた後、あさひにそれとなくエールを送りフィンランドに帰国。
その後、本国にて佐倉木に似た大学生と恋人関係となったことが手紙で伝えられる（その恋人とその後どうなったかについてはエピローグでは言及されていない）。
エピローグでは海外に日本のサブカルチャーを紹介しつつ日本でグラドルとして活躍中と七海より語られている。

### 教師
椎名（しいな）
10月22日生、血液型B
2年B組の担任。担当教科は社会科。美人で、非常にスタイルも良いのだが、恋人はいない（恋愛経験及び性経験は皆無）。当初は、男性が養護教諭を務めることを危惧していたが、生徒たちの悩みに真剣に向き合っている姿を見て次第に佐倉木のことを認めるようになり、一方で佐倉木を異性としても意識していることがしばしば描写されている。女生徒の悩みに対し、女性ならではのアドバイスをする役割が多い。
夏休みを前に職員室で山辺から告白され想いを受け入れた。エピローグでは山辺との間に三つ子をもうけている。
若葉羽中学校出身で、佐倉木より年上。
校長
私立若葉羽中学校の校長。穏やかで品の良い、初老の女性。
山辺 幸弘（やまべ ゆきひろ）
椎名に好意を抱いている男性教諭。30歳。クリスマスに椎名をデートに誘おうと試みるが、あと一歩の所で誘えずにいた。
夏休みを前に職員室で椎名とふたりきりになったことを機についに想いを告白し受け入れられた。
堀江（ほりえ）
女性教諭で既婚子持ち。山辺の椎名への好意にただひとり気付いている。

### 学生
生実野 桃香（おゆみの ももか）
3月10日生、血液型O
あさひのクラスメイト。クラスの保健委員を務める。胸が大きいことが悩み。家はお菓子屋。
エピローグでは製菓学校で勉強しながら家の手伝いをしており、いずれは海外で修行しようとしていることを告げる。
湿津 ちとせ（うるつ ちとせ）、湿津 ちくら（うるつ ちくら）
1月31日生、血液型O
双子の女の子で、水泳部所属の1年A組。ちくらはおっとりした雰囲気の女の子で、ちとせは髪をツインテールにした少女。ちとせの方がちくらよりも先に初潮を迎えている。
豊住 さつき（とよすみ さつき）
5月3日生、血液型A
園芸部所属の3年生でクラスはA組。自慰行為がやめられないことに罪悪感と焦りを感じていたが、佐倉木への相談で落ち着きを取り戻す。船橋に片想いしていたが、告白の末失恋。4巻ラストで卒業。
八街 睦美（やちまた むつみ）
9月16日生、血液型O
テニス部所属の2年生でクラスはC組。理想とするモデルに近づくため無理なダイエットをしていた。幼馴染の男子生徒に津宮がいて何かと気にかけられている。
エピローグでは高校生時代に読モで人気となっていたことが語られたが津宮と高校卒業後に結婚している。
香西 莉奈（かさい りな）
2年B組の女子生徒。長柄とは幼馴染。文化祭で演劇「ロミオとジュリエット」をやることになった折、クラス全員よりこの機会に長柄とくっつけようとの思惑からジュリエット役に強引に選ばれる。長柄を意識していたが幼馴染の関係から素直になれなかったが紆余曲折あって長柄に想いを告白されつきあうようになる。この一件に関わったことであさひは佐倉木への想いを自覚するに至る。エピローグでは長柄と別れている（何度かつきあっては別れるを繰り返していたことが語られている）。
長柄 秋人（ながら あきと）
2年B組の男子生徒。幼馴染の香西を意識していたが文化祭で演劇「ロミオとジュリエット」のロミオ役に強引に選ばれ反発。香西との仲もこじれ、その反動から知り合いの先輩の西岬と親しくなっていくが、その場を目撃し動揺した香西が階段より転落、脚を痛めたことを機に香西にムキになることをやめ気にかけるようになり紆余曲折あって香西に告白しつきあうようになる。しかし、つきあうようになってからはしばしば関係がうまくいっていなかったことが語られており、エピローグでは香西と別れている。
花香谷 涼（はながや りょう）
奏の弟。クラスは1年C組。可愛い顔立ちで、女子には人気。
シスコン気味で、男性器やコンドーム、避妊のことを学んだ姉の奏にそれを実践しようと迫られたときに求めに応じようと近親相姦に及びかけたが、佐倉木達に見つかって諭された際に奏への想いを皆の前で吐露した。この件以降は互いに気持ちに整理をつけたことが語られている。
西岬 湊（にしざき みなと）
クラスは3年B組。長柄の知り合いの先輩で船橋とは幼馴染。性格は軽いが異性とのつきあいはなく処女であると明言している。4巻ラストで卒業。
船橋 健太郎（ふなばし けんたろう）
生徒会会長の3年生。女子にモテ性格も軽いが、既に好きな娘がいるらしい（その際、瑞沢を意識していることを示唆する描写がある）。4巻ラストで卒業。
大佐和（おおさわ）
あさひのクラスメイト。同性愛者で男全般は生理的に嫌っているが同性愛者であることは世間体からひた隠しにしていた。生実野に好意を持っている。
3年生のときの修学旅行で恋愛の話題をふられた際に同級生女子全員に同性愛者であることを知られてしまうが、クリスにとりなされる。その後は自分の気持ちに折り合いをつけたことが示唆されている。

### その他
神崎 ひなた（かんざき ひなた）
あさひの母。若葉羽中学校の元・養護教諭で、佐倉木の憧れの人。佐倉木の在学中には既に結婚しており、勤務中は夫婦別姓で「明海（あけみ）ひなた」と名乗っていた。ゆうひを妊娠したことを期に養護教諭を退職した。
神崎 ゆうひ（かんざき ゆうひ）
あさひの妹。4巻ラストにて若葉羽中学校に入学。
総野（ふさの）
佐倉木の大学時代の先輩であり、初めての相手。大学時代に失恋した際にヤケをおこして酔った勢いで佐倉木と一度だけ関係をもった。その際に佐倉木を好きだと自覚したが結局告白できずに終わり、後、あさひに告白された件で横芝教授に相談をもとめて大学にやってきた佐倉木と再会し改めて想いを伝えるも、既に佐倉木にあさひに対する想いがあることを確認して身を引いた。
横芝（よこしば）
佐倉木の大学時代の恩師。名前のみの登場。エピローグではあさひの恩師になっていることが伝えられる。

## 作品舞台
私立若葉羽中学校（しりつわかばねちゅうがっこう）
佐倉木が養護教諭として赴任した学校。佐倉木の母校でもある。全校生徒数約360名の共学校で、個性を重んじる自由な校風が特徴。東京都内の学校で、緑を多く残す郊外の住宅地にある。

## 書誌情報
- 谷村まりか 『ほけんのせんせい』 ワニブックス《ガムコミックスプラス》、全8巻
  1. 2011年5月25日発売 ISBN 978-4-8470-3774-0
  2. 2011年12月24日発売 ISBN 978-4-8470-3798-6
  3. 2012年7月25日発売 ISBN 978-4-8470-3824-2
    - 単行本3巻、初回版特典「私立若葉羽中学校 保健室性教育ノート」付

  4. 2013年1月25日発売 ISBN 978-4-8470-3842-6
    - 単行本4巻、初回版特典 オリジナル絆創膏つき救急コミック

  5. 2013年8月24日発売 ISBN 978-4-8470-3884-6
  6. 2014年2月25日発売 ISBN 978-4-8470-3910-2
  7. 2014年9月25日発売 ISBN 978-4-8470-3935-5
  8. 2015年4月25日発売 ISBN 978-4-8470-3963-8